# Padakõrve
Padakõrve – wieś w Estonii, w prowincji Tartu, w gminie Alatskivi.